# ريناتو غاوتشو
ريناتو غاوتشو (بالبرتغالية: Renato Gaúcho‏) (مواليد 9 سبتمبر 1962) هو لاعب كرة قدم. يلعب مع منتخب البرازيل لكرة القدم. سبق له أن لعب في كأس العالم لكرة القدم مع منتخب بلاده.

## روابط خارجية
- ريناتو غاوتشو على موقع الاتحاد الدولي (مؤرشف)  (الإنجليزية)
- ريناتو غاوتشو على موقع قاعدة بيانات كرة القدم.إي يو (الإنجليزية)
- ريناتو غاوتشو على موقع ليكيب (الفرنسية)
- ريناتو غاوتشو على موقع ناشيونال فوتبول تيمز (الإنجليزية)
- ريناتو غاوتشو على موقع Soccerbase.com (مدرب) (الإنجليزية)
- ريناتو غاوتشو على موقع عالم كرة القدم.نت (الإنجليزية)